# Ruytemberg Rocha
Ruytemberg Rocha (São João da Bocaina, 19 de janeiro de 1908 — Buri, 26 de julho de 1932) foi um militar da Força Pública de São Paulo, atual Polícia Militar de São Paulo, e comandante de pelotão durante a Revolução Constitucionalista de 1932.

## Biografia
Ruytemberg Rocha nasceu em São João da Bocaina, atual Bocaina, no Estado de São Paulo, no dia 19 de janeiro de 1908, filho de Ozório Rocha e de Julieta Simões Rocha. Era solteiro e tinha como irmãos de José Euriderval, Olinda, Ladidopeia e Servio.
Em 1931, ingressou no Curso de Formação de Oficiais da Força Pública do Estado de São Paulo no antigo Centro de Instrução Militar (CIM), atual Academia de Polícia Militar do Barro Branco (APMBB).
Em julho de 1932, o então cadete Ruytemberg Rocha estava cursando o segundo ano do Curso de Formação de Oficiais e, quando houve a deflagração da Revolução Constitucionalista de 1932, foi movimentado junto de outros oficiais para o Batalhão Marcílio Franco, em que atuaram na Frente Sul da Batalha, na fronteira entre os estados de São Paulo e Paraná, na região da cidade de Itararé. Contudo, na segunda semana do conflito, devido a falhas de comando e ainda a traição de alguns comandantes no Exército Constitucionalista não foi organizada uma linha defensiva suficiente para conter a ofensiva das tropas adversárias, e sem meios de reação, as tropas paulistas recuaram até a cidade de Buri e ali tentaram improvisar a linha defensiva contra a invasão das tropas federais.
Dentro de uma trincheira improvisada nos arredores do cemitério daquela cidade, na madrugada do dia 27 de julho de 1932, o então tenente Ruytemberg Rocha faleceu após receber um disparo na cabeça durante troca de fogo entre as forças adversárias. Na ocasião, o tenente Rocha comandava o seu pelotão e naquela posição tentavam conter pelo flanco esquerdo a invasão das tropas federais. O combate desse dia foi um dos mais duros daquela frente, durara  nada  menos  que dezessete  horas, e foi também naquela ocasião da estreia do então Trem Blindado nº 1, que foi em muito responsável por conter as tropas federais naquela localidade.
O jovem oficial foi sepultado na cidade de Buri com honras militares e naquela ocasião foi destacada a sua bravura, coragem e determinação diante de sua missão, sendo considerado exemplo de idealista para os cadetes da Academia de Polícia Militar do Barro Branco.

## Homenagens
Na cidade de Buri, local de sua morte, no dia 9 de Julho de 2012, a Academia de Polícia Militar do Barro Branco, a Sociedade Veteranos de 32-MMDC e a Prefeitura Municipal de Buri o homenagearam  com  a  inauguração  de monumento que leva o seu nome.
Foi também criado o Colar “Cadete PM Ruytemberg Rocha – O Cadete Constitucionalista” para condecorações realizadas pela  Academia de Polícia Militar do Barro Branco. Foi criado também o núcleo MMDC Cadete Ruytemberg Rocha.
Na capital paulista há a Rua Cadete Ruytemberg Rocha, localizada no bairro de Parque Mandaqui, assim denominada em memória ao oficial da antiga Força Publica Paulista.
Por força da Lei Estadual 16.951/19, o 27º BPM/I leva o nome Vigésimo Sétimo Batalhão de Polícia Militar do Interior “Tenente PM Ruytemberg Rocha” (27º BPM/I - Ten PM Ruytemberg Rocha), em Jaú, pois a cidade onde nasceu o herói, Bocaina, pertence a área de circunscrição do Batalhão. 